# Corallorhiza wisteriana
Corallorhiza wisteriana är en orkidéart som beskrevs av Conrad. Corallorhiza wisteriana ingår i släktet korallrötter, och familjen orkidéer. Inga underarter finns listade i Catalogue of Life.